# 無足祕鱂
無足祕鱂為輻鰭魚綱鯉齒目鯉齒亞目鯉齒鱂科的其中一種，分布於非洲阿爾及利亞亞特拉斯山脈的水井及小溪，體長可達5公分，可作為觀賞魚。

## 擴展閱讀
維基物種上的相關：無足祕鱂